# Plateau-des-Petites-Roches
Plateau-des-Petites-Roches ist eine französische Gemeinde mit 2.432 Einwohnern (Stand: 1. Januar 2022) im Département Isère in der Region Auvergne-Rhône-Alpes. Sie gehört zum Arrondissement Grenoble und zum Kanton Le Moyen Grésivaudan und ist Teil des Kommunalverbands Le Grésivaudan. Das Gemeindegebiet gehört zum Regionalen Naturpark Chartreuse.
Sie entstand als Commune nouvelle mit Wirkung vom 1. Januar 2019 durch die Zusammenlegung der bisherigen Gemeinden Saint-Hilaire, Saint-Bernard und Saint-Pancrasse, die in der neuen Gemeinde den Status einer Commune déléguée haben. Der Verwaltungssitz befindet sich im Ort Saint-Hilaire.

## Gliederung
| Ortsteil                          | ehemaliger INSEE-Code | Fläche (km²) | Einwohnerzahl zum 1. Januar 2022 |
| --------------------------------- | --------------------- | ------------ | -------------------------------- |
| Saint-Bernard                     | 38367                 | 21,59        | .0687                            |
| Saint-Hilaire (Verwaltungssitz)00 | 38395                 | 08,61        | 1.291                            |
| Saint-Pancrasse                   | 38435                 | 06,71        | .0454                            |

## Nachbargemeinden
| Saint-Pierre-d’Entremont                                                    | Sainte-Marie-du-Mont | Saint-Vincent-de-Mercuze             |
| Saint-Pierre-d’Entremont Saint-Pierre-de-Chartreuse Saint-Nazaire-les-Eymes | Kompass              | Le Touvet La Terrasse Lumbin Crolles |
| Saint-Nazaire-les-Eymes                                                     | Bernin               | Crolles                              |

## Sehenswürdigkeiten
- Kirche Saint-Hilaire in Saint-Hilaire
- Ruinen der Bischofsschloss in Saint-Hilaire
- Standseilbahn in Saint-Hilaire
- Kirche Saint-Bernard in Saint-Bernard
- Kirche Saint-Pancrasse in Saint-Pancrasse

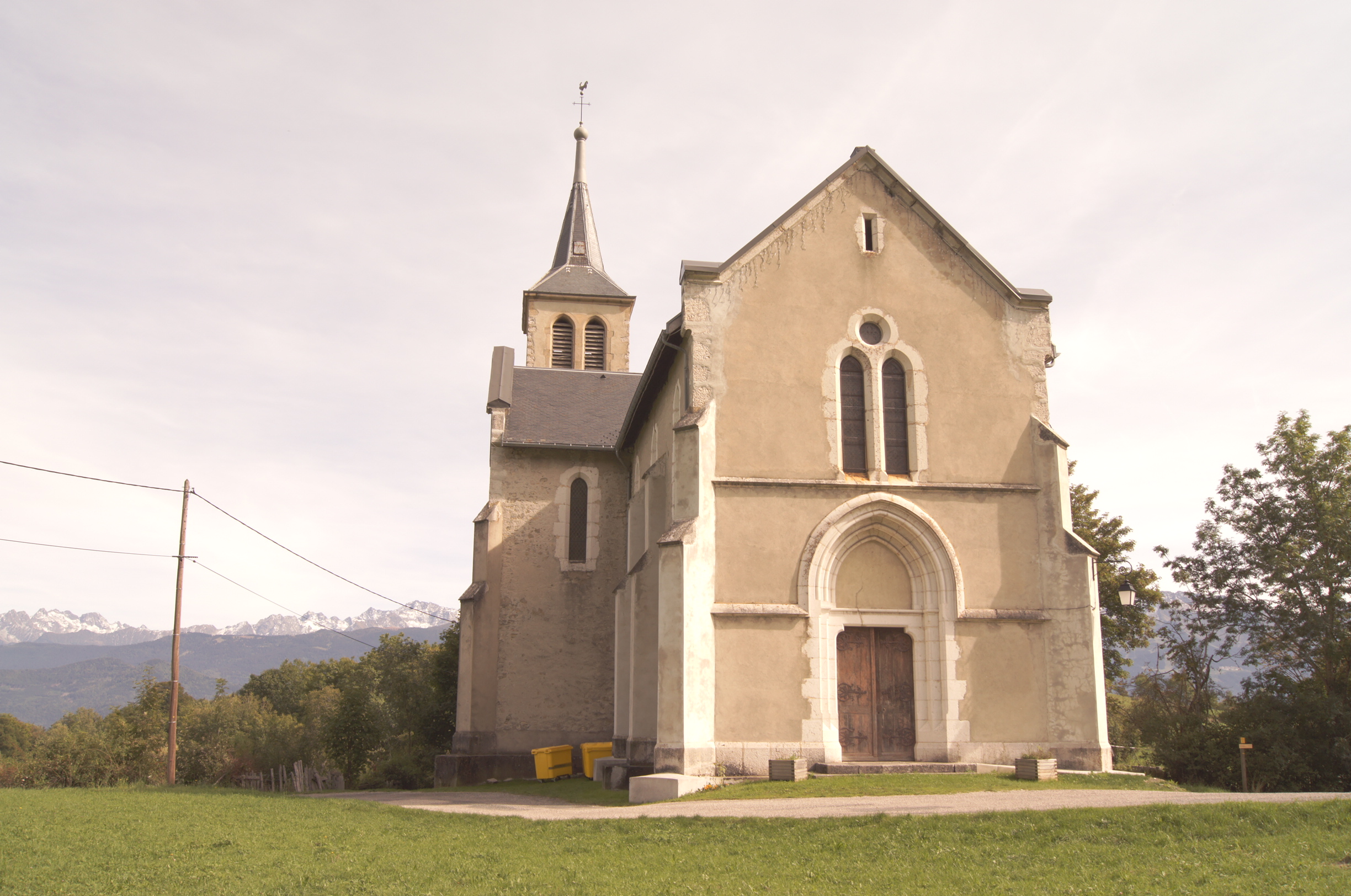
Saint-Bernard in Saint-Bernard
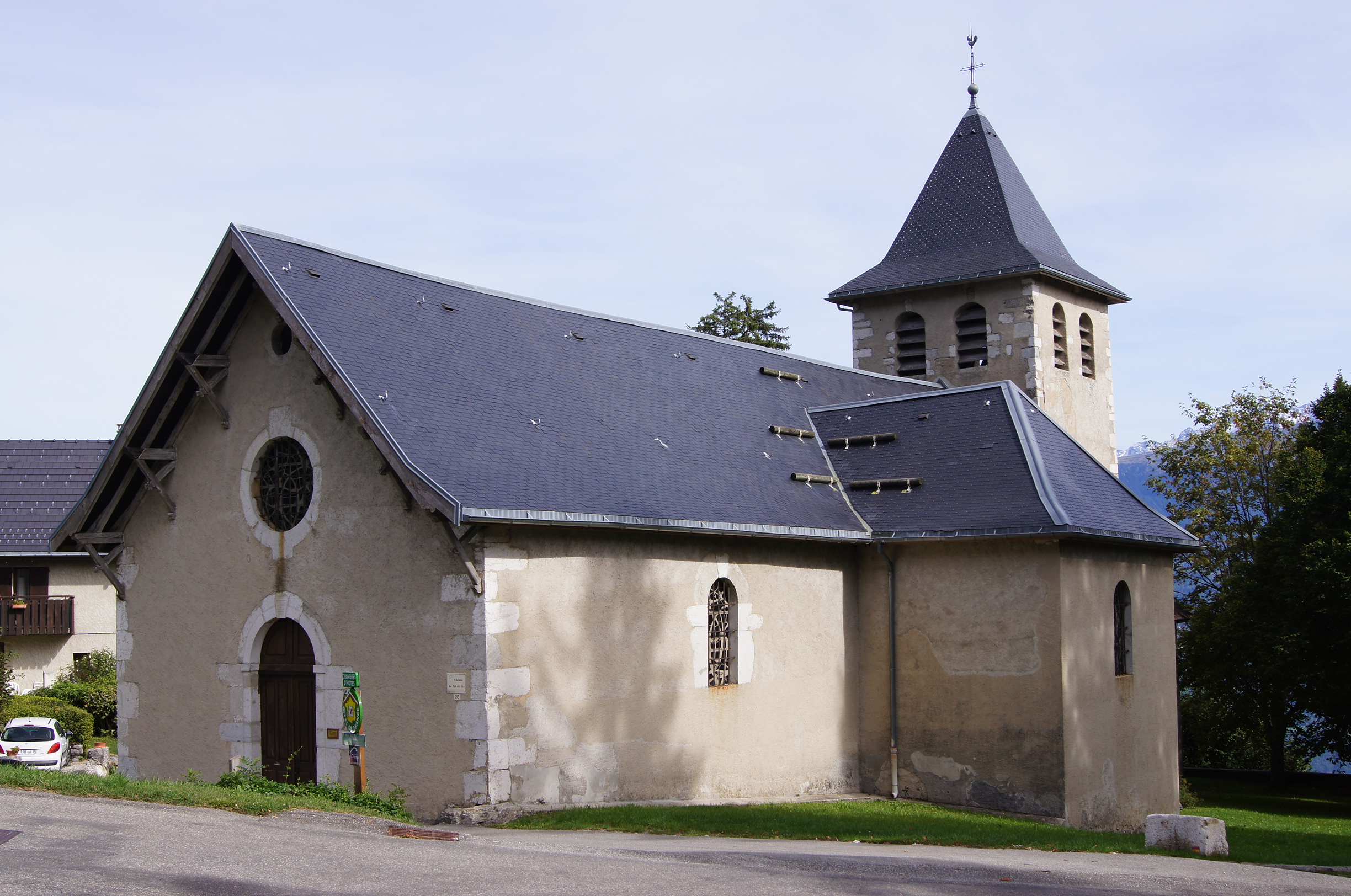
Kirche Saint-Hilaire in Saint-Hilaire
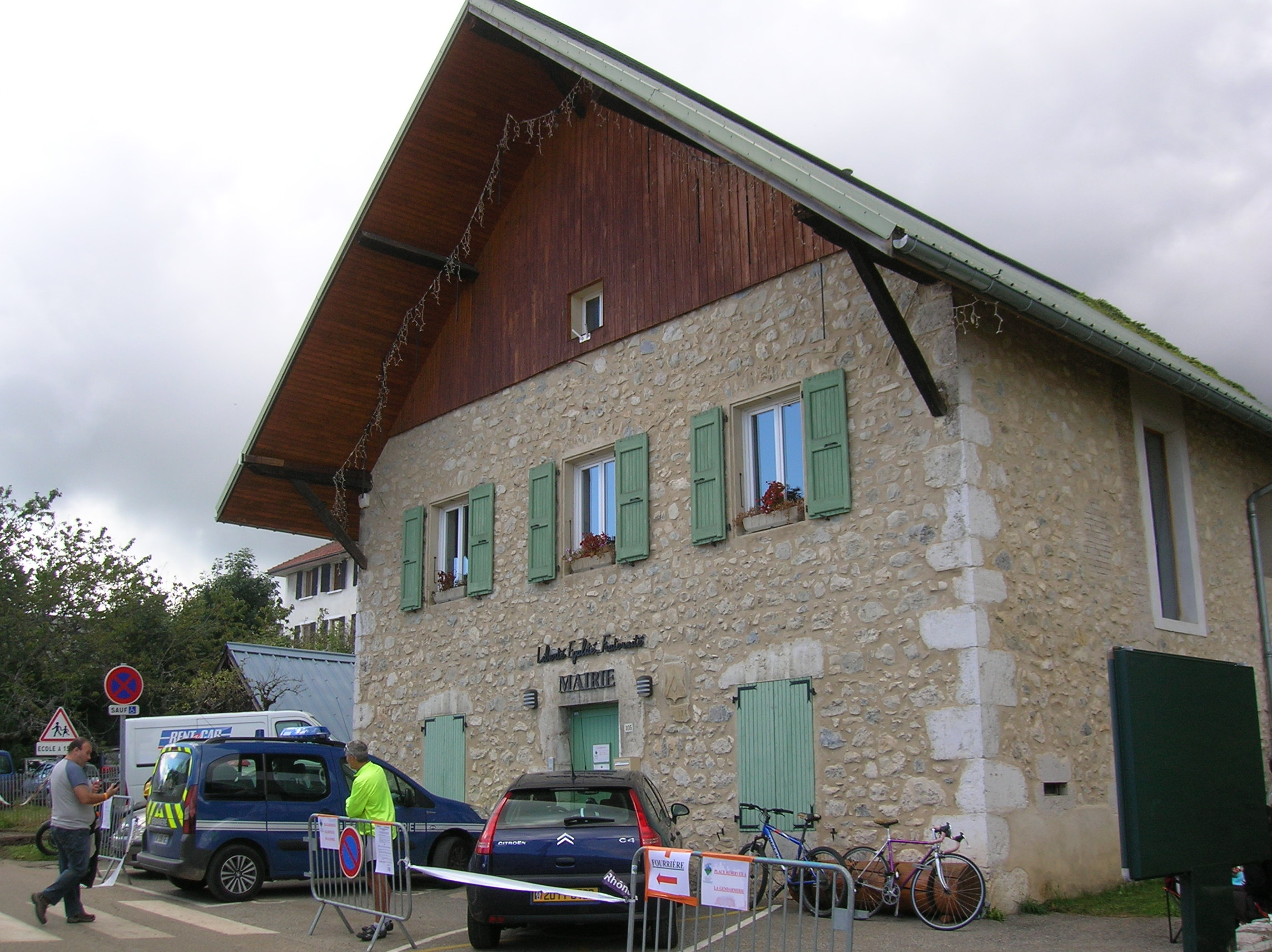
Mairie in Saint-Hilaire
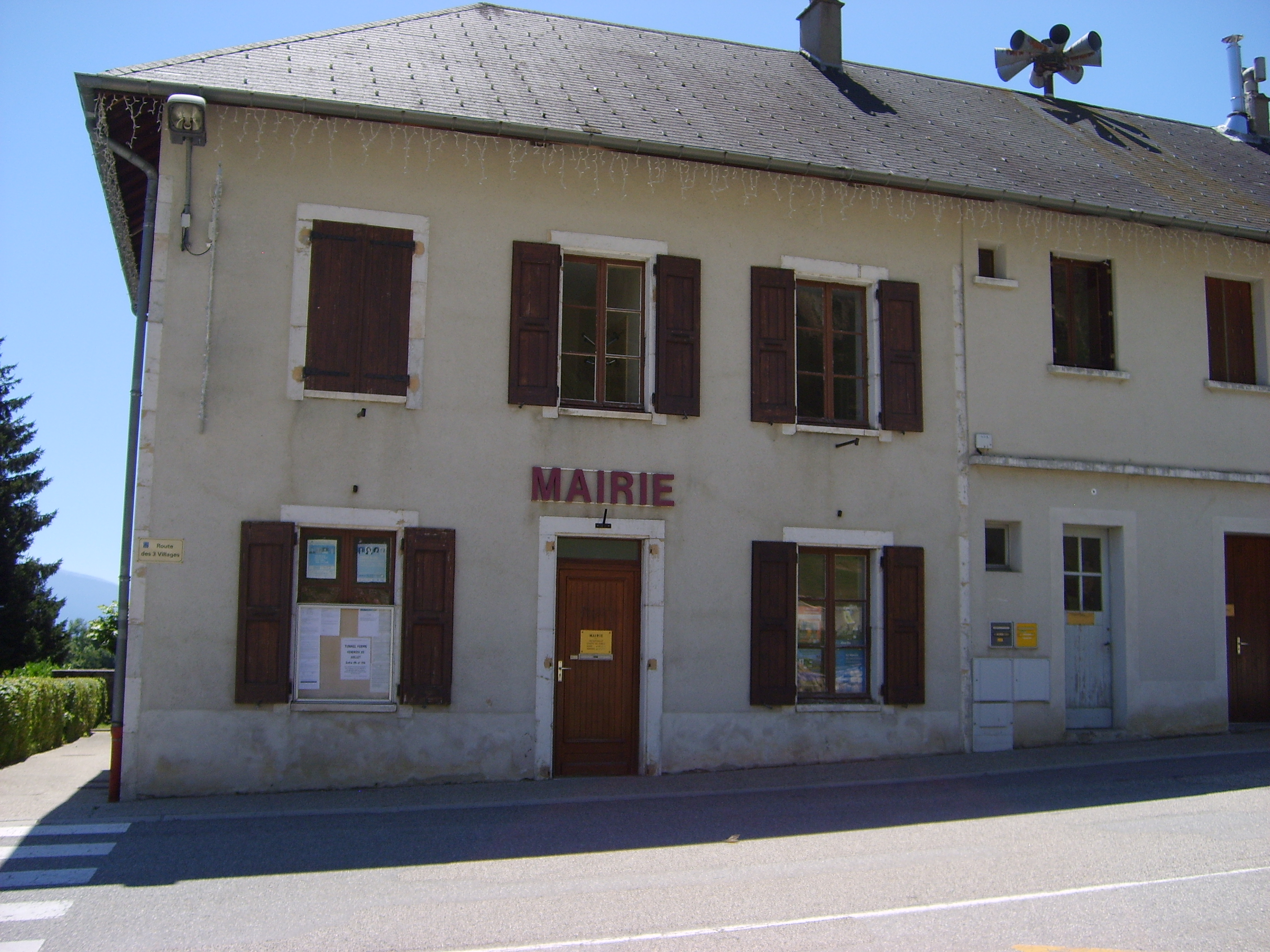
Mairie in Saint-Pancrasse
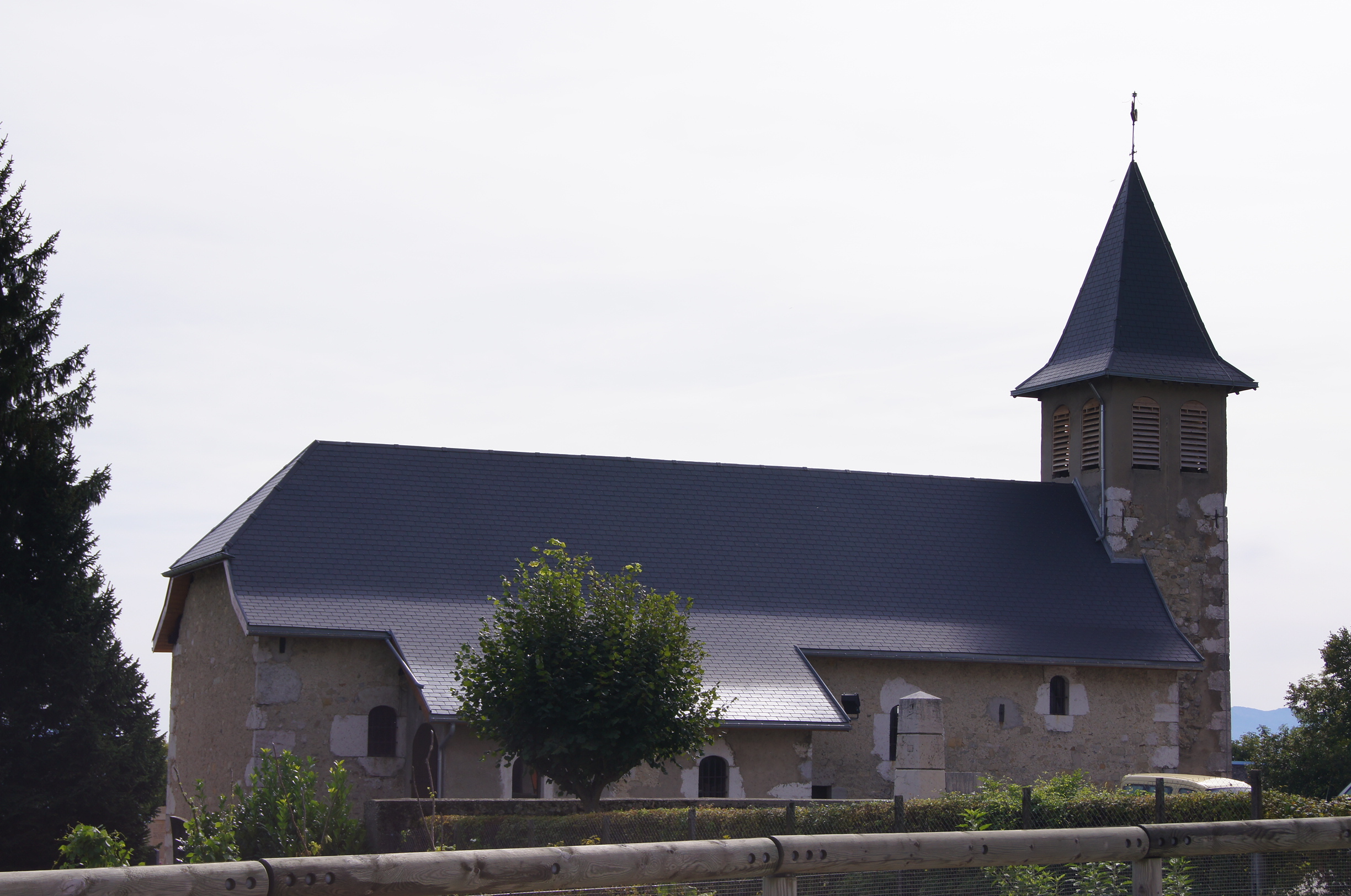
Kirche Saint-Pancrasse in Saint-Pancrasse